# KAA Gent
Koninklijke Atletiek Associatie Gent este un club de fotbal din Gent, Belgia, care evoluează în Prima Ligă. Echipa susține meciurile de acasă pe Ghelamco Arena cu o capacitate de 20.000 de locuri.

### Coeficientul UEFA
Coeficientul UEFA este utilizat la tragerea la sorți a competițiilor continentale organizate de Uniunea Asociațiilor Europene de Fotbal. Pe baza performanței cluburilor la nivel european timp de cinci sezoane, acest coeficient este calculat folosind un sistem de puncte și este stabilit un clasament. La sfârșitul sezonului 2018-2019, KAA Gent se afla pe locul al cincizeci și doilea.
| Rang | Club                   | Coeficient |
| ---- | ---------------------- | ---------- |
| 50   | Ludogoreț Razgrad      | 27.000     |
| 51   | APOEL Nicosia          | 27.000     |
| 52   | KAA Gent               | 26.500     |
| 53   | BSC Young Boys         | 26.500     |
| 54   | Olympique de Marseille | 26.000     |

## Palmares și statistici

### Titluri și trofee
| Competiții oficiale | Competiții internaționale |
| - Jupiler Pro League (1) : - Campioni : 2014-15. - Cupa Belgiei (4) : - Câștigători : 1964, 1984, 2010, 2022. - Supercupa Belgiei (1) : - Câștigători : 2015. - Proximus League (4) : - Campioni : 1913, 1936, 1968, 1980. | - Liga Campionilor : - Optimi (1) - 2016 - Europa League : - Sferturi (1) - 1992 - Cupa Cupelor : - Primul tur (1) - 1965 - Cupa UEFA Intertoto : - Finalistă (2) - 2006, 2007 |

## Lotul actual
La 16 februarie 2017.
| Nr. |          | Poziție | Jucător                    |
| --- | -------- | ------- | -------------------------- |
| 1   | Suedia   | P       | Jacob Rinne                |
| 3   | Belgia   | M       | Lucas Schoofs              |
| 4   | Nigeria  | F       | William Troost-Ekong       |
| 5   | Israel   | F       | Ofir Davidzada             |
| 6   | Belgia   | M       | Birger Verstraete          |
| 7   | Mali     | A       | Kalifa Coulibaly           |
| 8   | Belgia   | M       | Thomas Matton              |
| 10  | Brazilia | M       | Renato Neto (Vice-captain) |
| 11  | Suedia   | A       | Emir Kujović               |
| 13  | Serbia   | F       | Stefan Mitrović            |
| 14  | Suedia   | M       | Tesfaldet Tekie            |
| 15  | Israel   | M       | Kenny Saief                |
| 18  | Nigeria  | A       | Samuel Kalu                |
| 19  | Belgia   | M       | Brecht Dejaegere           |
| 20  | Belgia   | P       | Yannick Thoelen            |

| Nr. |                       | Poziție | Jucător              |
| --- | --------------------- | ------- | -------------------- |
| 21  | Ghana                 | F       | Nana Asare (Captain) |
| 23  | Franța                | F       | Samuel Gigot         |
| 24  | Franța                | A       | Jérémy Perbet        |
| 25  | Belgia                | P       | Brian Vandenbussche  |
| 27  | Nigeria               | A       | Moses Simon          |
| 29  | Belgia                | F       | Thibault De Smet     |
| 30  | Serbia                | A       | Darko Bjedov         |
| 31  | Japonia               | A       | Yuya Kubo            |
| 32  | Belgia                | M       | Thomas Foket         |
| 33  | Belgia                | M       | Louis Verstraete     |
| 40  | Nigeria               | M       | Ibrahim Rabiu        |
| 44  | Nigeria               | M       | Anderson Esiti       |
| 55  | Israel                | F       | Rami Gershon         |
| 77  | Bosnia și Herțegovina | M       | Danijel Milićević    |
| 91  | Croația               | P       | Lovre Kalinić        |